# Cenușa păsării din vis
Cenușa păsării din vis este un film românesc din 1989 regizat de Dorin Mircea Doroftei. Rolurile principale au fost interpretate de actorii Stelian Nistor, Marius Popa, Adina Cristescu.

## Distribuție
Distribuția filmului este alcătuită din:
- Irina Movilă — Ligia
- Luminița Peri
- Mirela Filimon
- Veronica Dumitrache
- Bianca Haiduc
- Gheorghe Ciubotaru
- Ion Marin
- Bogdan Ciocîrlan
- Mihai Cociașu
- Călin Husar
- Daniel Voicu
- Marius Popa
- Stelian Nistor
- Gabriel Costea
- Adina Cristescu
- Mihai Cafrița
- Tora Vasilescu
- Florentin Dușe
- Ion Haiduc
- Valentin Popescu
- Marian Râlea
- George Alexandru
- Laurențiu Lazăr
- Maria Rotaru
- Oxana Moravec
- Romeo Bărbosu
- Boris Petroff
- Constanța Comănoiu
- Constantin Ghiniță
- Mihaela Dumitru
- Flavius Constantinescu
- Cristian Chirulescu
- Theo Mureșan
- Maria Cansari
- Marin Banga
- Gabriela Apostolescu
- Simona Mihăiescu
- Andreea Rusu
- Iulia Cristea

## Primire
Filmul a fost vizionat de 57.205 spectatori de spectatori în cinematografele din România, după cum atestă o situație a numărului de spectatori înregistrat de filmele românești de la data premierei și până la data de 31 decembrie 2014 alcătuită de Centrul Național al Cinematografiei.